# Theodoxus coronatus
Theodoxus coronatus is een slakkensoort uit de familie van de Neritidae. De wetenschappelijke naam van de soort is voor het eerst geldig gepubliceerd in 1815 door Leach.